# ФК Цеглед ВШЕ
ФК Цеглед ВШЕ (мађ. Ceglédi Vasutas Sportegyesület), је мађарски фудбалски клуб. Седиште клуба је у Цегледу, Пешта, Мађарска. Боје клуба су жута и плава. Тим се такмичи у НБ III група центар Своје домаће утакмице играју на Спортском центру Ђула Женгелер.

## Историја
3. марта 1935. основано је Цегледи Вашуташ шпортеђешилет („Железничка спортска асоцијација Цеглед“) на иницијативу шефа железничке станице др Ђуле Станкаија, официра Корнела Гиновског и Јожефа Гамана. Усвојеним статутом дефинисани су циљеви новог клуба, који је намењен даљем спортском зближавању железничара. Прве године у клуб су учлањена 153 редовна железничара и 98 чланова породице.
Чланови клуба су се истакли у разним спортовима, а клупски рвач Јожеф Гал постао је први мађарски светски шампион у лакој категорији на Светском првенству у рвању 1950. године, као и шампион на Летњим олимпијским играма 1952. године. На Летњим олимпијским играма 1952. клупски атлетичар у петобоју  Иштван Сонди добио је златну медаљу у екипном модерном петобоју и бронзу у појединачној дисциплини. Затим рвач Тамас Лоринц је освојио сребрну медаљу на Летњим олимпијским играма 2012. у дисциплини грчко-римски стил до 66 кг и златну медаљу у дисциплини до 77 кг за мушкарце на Летњим олимпијским играма 2020. одржаним у Токију, Јапан.
У фудбалском одељењу, Цегледи ВШЕ је доживео скроман успех, постигавши промоцију у сезони 2006/07. као трећелигашки шампион.